# Sandro Rosati
Sandro Rosati (Roma, 7 de marzo de 1958) es un deportista italiano que compitió en judo. Ganó una medalla de bronce en el Campeonato Mundial de Judo de 1983 en la categoría de –65 kg.
Participó en los Juegos Olímpicos de Los Ángeles 1984, donde finalizó quinto en la categoría de –65 kg.

## Palmarés internacional
| Campeonato Mundial | Campeonato Mundial | Campeonato Mundial | Campeonato Mundial |
| Año                | Lugar              | Medalla            | Categoría          |
| ------------------ | ------------------ | ------------------ | ------------------ |
| 1983               | Moscú ( URSS)      | Medalla de bronce  | –65 kg             |